# Bolkhovitinov DB-A
Il Bolkhovitinov DB-A (in russo ДБ-А, «Дальний Бомбардировщик — Академия»?, traslitterato «Dal’nij Bombardirovščik — Akademija» cioè «Bombardiere a lungo raggio-Accademia») era un aereo da bombardamento quadrimotore progettato e realizzato in Unione Sovietica nella seconda metà degli anni trenta.
L'aereo deve il proprio nome alla collaborazione prestata da parte di un gruppo di docenti dell'Accademia di Ingegneria Aeronautica Militare Žukovskij, guidati da Viktor Fëdorovič Bolchovitinov, nella fase di progettazione.

## Storia del progetto
All'inizio del 1933, in considerazione dei progressi tecnologici ottenuti in particolare in tema di aerodinamica e metallurgia, le autorità sovietiche maturarono l'idea di rivedere il progetto del bombardiere Tupolev TB-3 al fine di migliorarne le prestazioni.
Valutazioni di carattere tattico da parte della V-VS determinarono i requisiti tecnici, approvati nel mese di dicembre del 1934: l'aereo avrebbe dovuto raggiungere la velocità di 320 km/h, volare ad un'altitudine non inferiore a 6000 m, poter trasportare fino a 5000 kg di bombe ed avere l'autonomia minima di 4000 km con un carico offensivo di almeno 1000 kg.
Mentre Tupolev, impegnato per altro nello sviluppo dell'ANT-7, propose una soluzione basata su un velivolo pressoché invariato tranne che nei motori dotati di turbocompressore, il gruppo di lavoro guidato da Bolchovitinov realizzò rapidamente due esemplari del nuovo aeroplano che, pur mantenendo inalterate le dimensioni e richiamando nelle linee generali le forme del predecessore, rappresentava un significativo passo in avanti dal punto di vista qualitativo, in particolare perché la struttura era del tipo semi-monoscocca, il rivestimento corrugato del TB-3 era stato sostituito da uno completamente liscio, la cabina di pilotaggio era integralmente chiusa, le bombe erano trasportate in un vano ricavato all'interno della fusoliera ed il carrello d'atterraggio era di tipo retraibile, anche se le gambe erano contenute all'interno di una vistosa carenatura.
Il prototipo fu portato in volo per la prima volta il 2 maggio del 1935 e le prove di volo furono completate entro il marzo dell'anno successivo, quando l'aereo fu consegnato alle autorità statali, per le prove di accettazione che furono condotte in maggio e giugno; in questo frangente furono eliminati diversi difetti emersi nel frattempo. Poco tempo dopo fu completato anche il secondo prototipo (denominato DB-2A) che mise in luce caratteristiche di volo e prestazioni migliori di quelle del DB-A e risultò in grado di trasportare 3000 kg di bombe ad una distanza di 2000 km, circa il doppio di quanto possibile con il TB-3.
La produzione, inizialmente prevista presso il GAZ n°22 (nei pressi di Mosca), fu spostata all'impianto n°124 (di Kazan') dopo il completamento dei due prototipi. La prevista produzione di sedici esemplari fu interrotta nel 1940 dopo che ne erano stati consegnati dodici, in quanto si preferì dare la precedenza alla produzione dei nuovi TB-7 e dei più agili DB-3.

## Tecnica

### Cellula
Il Bolkhovitinov DB-A era sostanzialmente un'evoluzione del Tupolev ANT-6 con il quale manteneva una certa somiglianza esteriore, anche in ragione delle misure pressoché invariate (lunghezza, apertura e superficie alare). Le principali differenze si potevano riscontrare nella parte anteriore della fusoliera completamente vetrata, che terminava nella cabina di pilotaggio completamente chiusa, e nel carrello d'atterraggio divenuto retrattile e quasi completamente avvolto in un'ampia carenatura che scendeva dal piano d'intradosso delle ali.
Anche l'ala, per quanto con forme maggiormente arrotondate e raccordate con la fusoliera (in particolare in corrispondenza del bordo d'uscita), presentava il caratteristico considerevole spessore e forme simili a quelle dell'ANT-6, con le superfici di controllo nella sola sezione esterna del bordo d'uscita. L'impennaggio era di tipo classico, con l'elemento verticale disposto alla fine del cono di coda sovrastante i piani orizzontali.
Era dal punto di vista strutturale, però, che il DB-A presentava i maggiori elementi di novità rispetto al progetto originario, con la fusoliera di tipo semi-monoscocca e il rivestimento lavorante liscio, che abbandonava la soluzione classica dei velivoli di Tupolev con la lamiera corrugata.

### Motore
Nelle intenzioni del progettista il DB-A nasceva equipaggiato con quattro motori Mikulin AM-34FRN, ma questa versione del dodici cilindri a V di 60° raffreddato a liquido progettato dall'OKB 34 diretto da Aleksandr Aleksandrovič Mikulin, era ancora in fase di sviluppo per cui furono installati motori della variante M-34RN, con una considerevole rinuncia in termini di potenza erogata; le eliche erano bipala, in legno. In un secondo momento il DB-A fu dotato di motori M-34RNB, versione alleggerita del motore precedente, in grado di azionare eliche tripala metalliche. Gli esemplari di serie, realizzati a partire dal 1938, ricevettero la versione AM-34FRN come previsto.

### Armamento
Circa le capacità di carico del Bolkhovitinov DB-A, le fonti non concordano del tutto: mentre tutte quelle reperite indicano che poteva trasportare 3000 kg di bombe nella stiva interna alla fusoliera, solo alcuni sostengono che ulteriori 2000 kg erano agganciabili a rastrelliere subalari ma, allo stesso tempo, indicano (senza meglio chiarirne la disposizione) la possibilità di trasportarne fino ad un massimo di 6500 kg.
L'armamento difensivo era costituito da sei mitragliatrici ShKAS calibro 7,62 mm (due a prua, due in coda, una per ciascuna delle gondole motore interne), con una dotazione complessiva di 3 000 proiettili, ed un cannone ShVAK calibro 20 mm con 250 munizioni.

## Impiego operativo
Il prototipo DB-A fu utilizzato a partire dal 1936, con matricola civile "SSSR-N209", per portare a termine imprese di carattere sportivo legate alla propria capacità di trasportare carichi elevati a velocità e quote fino ad allora mai raggiunte.
La carriera del DB-A fu bruscamente e drammaticamente interrotta alla metà di agosto del 1937: pilotato dall'eroe dell'Unione Sovietica Sigizmund Aleksandrovič Levanevskij partì da Ščëlkovo con l'obiettivo di raggiungere gli Stati Uniti d'America utilizzando una rotta transpolare, come già fatto nei mesi precedenti dal pilota Mihaíl Mihájlovič Grómov a bordo di un Tupolev ANT-25. Sorvolata la città di Arcangelo, l'aereo superò il polo nord puntando verso la città di Fairbanks in Alaska; durante questa tratta il pilota comunicò il guasto di uno dei motori, condizione malgrado la quale il volo poteva comunque procedere. Fecero seguito due incomprensibili comunicazioni radio, dopo di che si perse ogni traccia del DB-A e del suo equipaggio composto complessivamente da sei persone.
Furono organizzate ricerche su larga scala, cui prese parte anche l'esploratore australiano George Hubert Wilkins a bordo di un Lockheed L-10 Electra, con l'impiego di diversi velivoli (tra i quali risulta anche un idrovolante Douglas DF di proprietà dell'Aeroflot), ma i ghiacci artici non hanno mai rivelato la sorte del DB-A.
Secondo diverse delle fonti reperite furono dodici gli esemplari di serie realizzati, ma solamente cinque furono impiegati in servizio operativo con la V-VS mentre gli altri sette furono impiegati per voli di prova oppure tenuti come materiale di riserva. Si trovano però anche indicazioni relative alla produzione di soli cinque esemplari di serie.

## Utilizzatori
Unione Sovietica
- Voyenno-Vozdushnye Sily

### Annotazioni
1. ↑  In caratteri cirillici «Н209».
2. ↑  La denominazione del "costruttore" risulta scritta in modo diverso da quella del "progettista" poiché nel secondo caso la traslitterazione del cognome è effettuata secondo il sistema della traslitterazione scientifica, impiegato come standard convenzionale nelle pagine di Wikipedia in lingua italiana.
3. ↑  Dal russo «Государственный Авиационный Завод», «Gosudarstvenn'ij Aviatsionn’ij Zavod» cioè «Fabbrica Aeronautica di Stato».
4. ↑  La sigla, in cirillico «ФРН», indica «Forsirovannyj» «Reduktor» «Nagnetatel'»: rispettivamente «Potenziato» (con) «Riduttore» (con) «Compressore».

### Fonti
1. 1 2 3 4 5 6 7 8 9 10 11 12 13 14 15 16 17 18 19  Болховитинов ДБ-А, in "www.airwar.ru".
2. 1 2 3 4 5 6 7 8 9 10  DB-A, in "www.globalsecurity.org".
3. 1 2 3 4 5 6 7  Nemecek, 1986, p. 143.
4. 1 2 3 4 5 6  Nemecek, 1986, p. 144.
5. ↑  Bolkhovitinov DB-A, in "1000aircraftphotos.com".
6. ↑  Bolkhovitinov DB-A, in "jn.passieux.free.fr".